# Операції без наявності картки
Операції без наявності картки (англ. Card not present transaction, CNP) — тип транзакцій по платіжних картках, при яких тримач картки зі своєю карткою фізично не присутній під час і в місці проведення оплати. Ситуація найчастіше виникає при замовленні та оплаті товару поштою, факсом, телефоном (англ. mail order/telephone order, MO/TO) або через інтернет (eCommerce). Такі транзакції вельми схильні до шахрайства з платіжними картками. 
При операції без наявності картки основними труднощами продавця, що прийняв замовлення, є перевірка, чи справді власник картки дозволив транзакцію. Зазвичай, перевіряється номер картки (англ. PAN), термін дії картки (англ. expired) та верифікаційний код (наприклад, для карток Visa — CVV2). 
Якщо заявлено про шахрайську операцію CNP, то банк-еквайр, що обслуговує рахунок продавця, на який надійшли гроші від такої транзакції, повинен відшкодувати кошти, в той час як по операціях, в яких перевіряється магнітна смуга, відповідальність за повернення коштів покладено на емітента картки. Через великий ризик CNP-операцій деякі емітенти карток стягують підвищену плату за їх проведення. Захистом для еквайра є застосування протоколу 3-D Secure (англ. Three-Domain Secure), який дозволяє банку-емітент проводити додаткову перевірку власника картки і, у разі успішної перевірки, перекладає на нього відповідальність за можливе шахрайство. 